# Comuna Romanova Balka, Pervomaisk
Romanova Balka (în ucraineană Романова Балка) este o comună în raionul Pervomaisk, regiunea Mîkolaiiv, Ucraina, formată din satele Henivka, Lviv, Romanova Balka (reședința) și Sokolivka.

## Demografie
Componența lingvistică a comunei Romanova Balka
     Ucraineană (91,9%)
     Rusă (5,08%)
     Română (2,12%)
Conform recensământului din 2001, majoritatea populației comunei Romanova Balka era vorbitoare de ucraineană (91,9%), existând în minoritate și vorbitori de rusă (5,08%) și română (2,12%).